# Station Tjugchem-Meedhuizen
Station Tjugchem-Meedhuizen (gespeld met g) van het Standaardtype Woldjerspoor was een spoorwegstation aan de vroegere Woldjerspoorweg in de provincie Groningen. Het station lag tussen de dorpen Tjuchem en Meedhuizen in.
De Woldjerspoorweg werd aangelegd in 1929. Het station Tjugchem-Meedhuizen werd door vrijwel alle treinen op deze lijn, van Groningen via Weiwerd naar Delfzijl aangedaan. De Woldjerspoorwegmaatschappij, die de lijn had aangelegd, had een eigen stationsontwerp laten maken door architect Ad van der Steur. Dit werd ook in Tjugchem-Meedhuizen uitgevoerd.
De lijn werd in 1941 definitief gesloten. Het stationsgebouw is nog steeds aanwezig. Tegenwoordig is het in gebruik als woonboerderij.